# Заблоче
Заблоче, Заболіття, Гнилий Потік (пол. Zabłocie (al. Zgniły potok)), Ворониця — річка в Україні у Галицькому районі Івано-Франківської області. Ліва притока Дністра (басейн Чорного моря).

## Опис
Довжина річки приблизно 16,37 км, найкоротша відстань між витоком і гирлом — 13,55  км, коефіцієнт звивистості річки — 1,21 , похил — 7,1 м/км, площа басейну — 43.8 км². Формується багатьма безіменними струмками та загатами.

## Розташування
Бере початок на південно-східній стороні від села Медуха та на південно-східних схилах гори Лиса (348,7 м). Тече переважно на південний схід через села Ворониця, Лани, Маріямпіль, на схід від якого впадає у річку Дністер (за 1110 км від гирла).

## Цікавий факт
- На правому березі річки у пригирловій частині у селі Маріямпіль розташований Маріямпільський замок (дендропарк)[2].